# 샹탈 크레비아주크
샹탈 크레비아주크(Chantal Kreviazuk, 1974년 5월 18일 ~ )는 캐나다의 싱어송라이터이다.